# Spaola
La spaola è uno sport di squadra sferistico praticato prevalentemente in Italia.

## Regolamento
La spaola si pratica in doppio ossia le partite si disputano in due contro altri due giocatori. Questa specialità ha affinità con la Paletta e Pelota a paleta. Il campo ha 40 m di lunghezza e 10 m di larghezza con muro laterale di appoggio. L'attrezzo impiegato per giocare è un tipo di  racchetta in legno a piatto solido non superiore al peso di 8 etti e lungo massimo 55 cm.; la palla è quella da tennis preferibilmente già utilizzata. La partita è composta da giochi e per vincere un gioco si devono totalizzare 4 punti; vince la partita chi totalizza 7, 10, 11 o 13 giochi: il numero di giochi dipende dalle categorie dei giocatori.